# Jakob Tånnander
Jakob Tånnander, né le 10 août 2000 à Dalby, est un footballeur suédois qui joue au poste de Gardien de but.

## Biographie

### Carrière en club
Né à Dalby en Suède, Jakob Tånnander est formé par le Dalby GIF, où il commence à jouer dès 2014, avant de rejoindre le Lunds BK. Il joue son premier match avec l'équipe première du club le 17 octobre 2015.
Il rejoint ensuite le Malmö FF, club le plus titré de Suède, où il enchaine plusieurs prêts,, sans jouer avec l'équipe première, avant de finalement rejoindre le HJK, club le plus titré de Finlande.
Avec ce dernier, il prend part aux titres en championnat finlandais pour les éditions 2021 puis 2022,.
En Tåndander est transféré à l'IK Sirius, et retourne ainsi en première division suédoise.

### Carrière en sélection
Déjà international suédois en équipes de jeunes, Jakob Tånnander est convoqué pour la première fois avec l'équipe de Suède espoirs en juin 2021.

## Palmarès
HJK Helsinki
- Championnat de Finlande
  - Champion en 2021 et 2022